# أيمن سلمان
أيمن سلمان (ولد في 20 يونيو 1971 في القاهرة، مصر) لاعب كرة طائرة بحريني دولي سابق.

## النشأة والتعليم
ولد سلمان في 20 يونيو 1971 في مدينة القاهرة بجمهورية مصر العربية.

## المسيرة الرياضية
بدأ ممارسة الكرة الطائرة في الحالة مع فريق الصغار «المهرجان» وتدرب بإشراف المدرب خليل بوعلاي. حقق مع الحالة بطولة المهرجان أمام صغار الأهلي.
انتقل إلى المحرق العام 1986 مع فريق الناشئين الذي كان يدربه عبد الحكيم فولاذ. حقق مع المحرق الكثير من البطولات على مستوى الناشئين والشباب. مثل فريق المحرق للشباب لاعبا أساسيا على رغم كونه يلعب في فئة الناشئين. مثل الفريق الأول لاعبا أساسيا على رغم كونه يلعب في فئة الشباب. حقق مع المحرق تسع بطولات في مسابقة الدوري المحلي وعشر بطولات في مسابقة الكأس. حقق مع المحرق ثماني بطولات خليجية متتالية. حصل على عروض احترافية من الأندية الخليجية لكنه فضل البقاء مع المحرق.
في عام 2005 أعلن سلمان اعتزاله اللعب نظرا إلى تأثير الإصابة في الظهر (الديسك) بالإضافة إلى غضروف في الركبة اليسرى وغضروفين في الركبة اليمنى أحدهما داخلي والآخر خارجي.
في 30 أكتوبر 2020 تم تعيينه عضوا في لجنة لدراسة تطوير كافة مسابقات كرة الطائرة في البحرين.

## المسيرة المهنية
يعمل في شركة الخليج لصناعة البتروكيماويات بوظيفة محلل كيميائي في المختبر منذ 23 مايو 1990.